# Kukkanahalli, Dod Ballapur
Kukkanahalli là một làng thuộc tehsil Dod Ballapur, huyện Bangalore Rural, bang Karnataka, Ấn Độ.